# Gottbegnadeten-Liste
La Gottbegnadeten-Liste (in tedesco "lista dei benedetti da Dio") era una lista stilata da Joseph Goebbels e Adolf Hitler nel 1944 durante le ultime fasi della seconda guerra mondiale. Essa era composta da 36 pagine in cui erano elencati i 1041 artisti considerati importanti dal regime nazista.

## Antecedenti
Sin dall'inizio dell'era nazionalsocialista esistevano liste di artisti ostracizzati o ricercati dal governo. Poco prima dell'inizio della campagna di Polonia e della seconda guerra mondiale, Goebbels del Ministero del Reich per l'istruzione pubblica e la propaganda creò una lista di "operai culturali" giudicati indispensabili per lo stato nazista al fine di liberarli da un trasferimento alla Wehrmacht. Per ordine di Hitler, gli artisti desiderati dal governo fra cui scrittori, scultori, architetti, pittori, cantanti, musicisti e attori furono liberati dalla leva obbligatoria nell'ottobre 1939 per potersi dedicare principalmente alla propaganda nazista. Tuttavia, questa legge andava applicata solo fino a nuovo avviso e venne pertanto rivista di volta in volta.
Durante il 1941, nel suo ruolo di critico musicale dell'Oberkommando des Heeres, Ernst Lothar von Knorr creò, insieme al generale Eduard Wagner (che in seguito cospirerà contro Hitler nella fallimentare Operazione Valchiria), un altro elenco firmato da Hitler che siglava l'esenzione dal servizio militare di 360 musicisti. Knorr fece lo stesso con vari artisti musicali e insegnanti nelle scuole di musica militari che vennero prontamente liberati dalla leva militare. Nel 1941, anche Hans Severus Ziegler creò la propria lista per la "discendenza dai grandi talenti".

## Criteri di selezione
Come risultato della guerra totale proclamata nel 1943, i teatri furono chiusi nella fase finale della seconda guerra mondiale il 1º settembre 1944. Molti artisti vennero richiamati per il servizio militare mentre sul fronte interno lavoravano nel settore della difesa. Solo una minoranza di 1.041 persone tra i circa 140.000 membri della Reichskulturkammer venne esentata e nominata nella Gottbegnadeten-Liste. Sebbene questi Gottbegnadeten selezionati fossero ritenuti obbligatori, dovevano essere utilizzati solo per eventi nel senso di propaganda culturale e sostegno alle truppe. Esenti da ciò furono le persone che rappresentavano il "capitale nazionale eccezionale" che vennero inserite in liste speciali.
Durante la creazione delle liste, Goebbels nominò soprattutto tutti gli attori di cui aveva bisogno per i suoi film di propaganda da inserire in un'apposita Film-Liste.
Per la sua Führerliste, Hitler scelse quegli scrittori, compositori, musicisti, artisti visivi e altri attori ai suoi occhi indispensabili. Basandosi su questo, Hitler creò diverse liste speciali in cui definì l'indispensabile e quelli che riteneva gli artisti più importanti tra i Gottbegnadeten.
Gli artisti esentati dallo sforzo bellico ricevettero una lettera di accompagnamento in cui si affermava che il "Ministro del Reich, nella sua qualità di Presidente della Camera della Cultura del Reich, vi ha esentato dalla Wehrmacht sulla base dei vostri risultati artistici. [...] Questa esenzione, che è stata espressa in riconoscimento delle vostre abilità artistiche speciali, ha avuto luogo nell'assunto che voi stiate fornendo incondizionatamente un supporto artistico completo. [...] Chiedo che questa lettera possa essere interpretata in tutte le misure di guerra totale come vostro obbligo di servire l'unità artistica di guerra da me guidata".
Questa lettera di accompagnamento era una comunicazione ufficiale da presentare all'"ufficio competente per l'impiego".

## Regolamento del dicembre 1944
Quando la sconfitta del Reich tedesco era ormai prevedibile, vennero mobilitate le ultime riserve. Da quanto emerge in una lettera del Ministero del Reich per l'istruzione pubblica e la propaganda del 30 novembre 1944, gli "artisti insostituibili" esonerati dal servizio militare, fra cui il direttore d'orchestra Wilhelm Furtwängler, furono obbligati ad unirsi alle Volkssturm.

## Liste speciali degli "artisti insostituibili"

### Scultori
- Arno Breker (1900-1991), "Senatore della Cultura del Reich"
- Fritz Klimsch (1870-1960)
- Georg Kolbe (1877-1947)
- Josef Thorak (1889-1952), "Scultore dello Stato"

### Pittori
- Hermann Gradl (1883-1964), paesaggista e illustratore
- Arthur Kampf (1864-1950), pittore di dipinti storici
- Willy Kriegel (1901-1966)
- Werner Peiner (1897-1984)

### Architetti
- Leonhard Gall (1884-1952), "Senatore della Cultura del Reich"
- Hermann Giesler (1898-1987), "Senatore della Cultura del Reich"
- Wilhelm Kreis (1873-1955), ultimo presidente della Camera delle Belle Arti del Reich
- Paul Schultze-Naumburg  (1869-1949)

### Scrittori
- Gerhart Hauptmann (1862-1946), premio Nobel per la letteratura (1912)
- Hans Carossa (1878-1956), paroliere e narratore
- Hanns Johst (1890-1978), drammaturgo e "Reichskultursenator"
- Erwin Guido Kolbenheyer (1878-1962), romanziere, drammaturgo e poeta
- Agnes Miegel (1879-1964), scrittrice, giornalista e poetessa di ballate
- Ina Seidel (1885-1974), romanziera e poetessa

### Musicisti
- Hans Pfitzner (1869-1949), compositore
- Richard Strauss (1864-1949), compositore
- Wilhelm Furtwängler (1886-1954), direttore d'orchestra e compositore.

### Attori
- Otto Falckenberg (1873-1947), direttore della Münchner Kammerspiele
- Friedrich Kayßler (1874-1945)
- Hermine Körner (1878-1960)
- Hedwig Bleibtreu (1868-1958)

## Altri "benedetti da Dio"

### Scrittori
- Hans Friedrich Blunck (1888-1961)
- Bruno Brehm (1892-1974)
- Hermann Burte (1879-1960)
- Friedrich Griese (1890-1975)
- Gustav Frenssen (1863-1945)
- Hans Grimm (1875-1959)
- Max Halbe (1865-1944)
- Heinrich Lilienfein (1879-1952)
- Börries Freiherr von Münchhausen (1874-1945)
- Wilhelm Schäfer (1868-1952)
- Wilhelm von Scholz (1874-1969)
- Emil Strauss (1866-1960)
- Lulu von Strauß und Torney (1873-1956)
- Helene Voigt-Diederichs (1875-1961)
- Josef Weinheber (1892-1945)
- Heinrich Zillich (1898-1988)

### Compositori
- Johann Nepomuk David (1895-1977)
- Werner Egk (1901-1983)
- Gerhard Frommel (1906-1984)
- Harald Genzmer (1909-2007)
- Ottmar Gerster (1897-1969)
- Kurt Hessenberg (1908-1994)
- Paul Höffer (1895-1949)
- Karl Höller (1907-1987)
- Mark Lothar (1902-1985)
- Joseph Marx (1882-1964)
- Gottfried Müller (1914-1993)
- Carl Orff (1895-1982)
- Ernst Pepping (1901-1981)
- Max Trapp (1887-1971)
- Fried Walter (1907-1996)
- Hermann Zilcher (1881-1948)

### Direttori d'orchestra
- Hermann Abendroth (1883-1956)
- Karl Böhm (1894-1981)
- Karl Elmendorff (1891-1962)
- Robert Heger (1886-1978)
- Eugen Jochum (1902-1987)
- Oswald Kabasta (1896-1946)
- Herbert von Karajan (1908-1989)
- Hans Knappertsbusch (1888-1965)
- Joseph Keilberth (1908-1968)
- Rudolf Krasselt (1879-1954)
- Clemens Krauss (1893-1954)
- Hans Schmidt-Isserstedt (1900-1973)
- Paul Schmitz (1898-1992)
- Johannes Schüler (1894-1966)
- Carl Schuricht (1880-1967)

### Altri
Solisti strumentali
- Hans Beltz (1897-1977), pianista ed educatore musicale
- Michael Raucheisen (1889-1984), pianista
- Ludwig Hoelscher (1907-1996), violoncellista
- Elly Ney (1882-1968), pianista
- Walter Morse Rummel (1887-1953), pianista
- Günther Ramin (1898-1956), organista e maestro di coro
- Walter Gieseking (1895-1956), pianista
- Wilhelm Kempff (1895-1991), pianista
- Wilhelm Stross (1907-1966), violinista
- Gerhard Taschner (1922-1976),

Teatro e Opera
- Jürgen Fehling (1885-1968), regista e attore
- Elisabeth Flickenschildt (1905-1977),
- Heinrich George (1893-1946), attore teatrale e cinematografico
- Josef Greindl (1912-1993), cantante d'opera, basso
- Gustaf Gründgens (1899-1963), attore, regista e regista
- Marianne Hoppe (1909-2002), attrice
- Werner Krauss (1884-1959), attore e Senatore della Cultura del Reich
- Eugen Klöpfer (1886-1950), attore e Senatore della Cultura del Reich
- Helge Rosvaenge (1897-1972), cantante d'opera, tenore
- Karl-Heinz Stroux (1908-1985), attore e regista
- Heinrich Schlusnus (1888-1952), cantante d'opera e di lieder, Senatore della cultura del Reich, baritono
- Wilhelm Strienz (1900-1987), cantante d'opera e concertista, basso
- Paula Wessely (1907-2000), attrice

Belle arti
- Karl Albiker (1878-1961), scultore
- Claus Bergen (1885-1964), pittore di marine
- Ludwig Dettmann (1865-1944), pittore di guerra
- Kurt Edzard (1890-1972), scultore
- Erich Erler (1870-1946), pittore
- Fritz von Graevenitz (1892-1959), scultore e pittore
- Richard Klein (1890-1967), pittore, scultore, grafico e medaglista
- Fritz Mackensen (1866-1953), pittore
- Alfred Mahlau (1894-1967), pittore e illustratore
- Leo Samberger (1861-1949), ritrattista
- Richard Scheibe (1879-1964), scultore
- Friedrich Hermann Ernst Schneidler (1882-1956), tipografo e calligrafo
- Franz Stassen (1869-1949), pittore e illustratore
- Joseph Wackerle (1880-1959), scultore

Architetti
- Clemens Klotz (1886-1969), architetto degli edifici di addestramento del Partito nazista e del Fronte tedesco del lavoro
- Ernst Neufert (1900-1986), architetto e insegnante universitario
- Bruno Paul (1874-1968), architetto e progettista
- Friedrich Tamms (1904-1980), architetto, professore, consigliere edilizio
- Theodor Veil (1879-1965), architetto, insegnante universitario e commissario del Reich per la costruzione della standardizzazione

Inoltre, sono state richiamate nove orchestre sulla Gottbegnadetene-Liste, fra cui la Filarmonica di Berlino, la Filarmonica di Vienna, la Staatskapelle Berlin, la Bayerisches Staatsorchester, la Sächsische Staatskapelle Dresden, l'Orchestra del Gewandhaus di Lipsia, la Bruckner Orchester Linz, la Philharmoniker Hamburg e la Deutsche Philharmonische Orchester Prag, riorganizzata nel 1946 come Orchestra sinfonica di Bamberga.

## Attori dellaFilm-Listedi Goebbels
- Wolf Albach-Retty (1906-1967), marito di Magda Schneider, padre di Romy Schneider
- Hans Albers (1891-1960)
- Karl Dannemann (1896-1945), pittore e attore cinematografico
- O.W. Fischer (1915-2004)
- Willy Fritsch (1901-1973)
- Johannes Heesters (1903-2011), attore e cantante
- Hans Holt (1909-2001)
- Attila Hörbiger (1896-1987)
- Paul Hörbiger (1894-1981)
- Victor de Kowa (1904-1973)
- Ferdinand Marian (1902-1946)
- Karl Platen (1877-1952)
- Harry Piel (1892-1963), attore e regista
- Heinz Rühmann (1902-1994)